# 角川多玩国
角川多玩國株式會社（日语：カドカワ株式会社）是日本一家從事控股及出版的媒體企業，由KADOKAWA与Dwango於2014年10月1日共同出資成立，作爲兩者的母公司。2019年7月1日，角川多玩國承繼子公司KADOKAWA的事業並更改商號爲株式會社KADOKAWA。

## 概要
KADOKAWA与多玩国两家公司在2010年10月全面进行业务合作，并在2011年5月进行资本合作，在电子书和影片方面加强了关系。2014年5月14日，两家公司发布建立控股公司及管理整合的协议。2014年10月1日，控股公司株式會社角川-多玩國（日语：株式会社KADOKAWA・DWANGO）正式成立，KADOKAWA與多玩國則成為旗下子公司。
2015年10月1日，株式會社角川-多玩國更名為角川多玩國株式會社（日语：カドカワ株式会社），其日文原名由KADOKAWA、多玩國兩家公司的名稱縮寫及語音易位而成，英文名則維持不變。新名稱雖然是以合成字表現，但事實上「 Kadokawa ?」即「角川」的片假名表記。
2019年4月1日，角川多玩国集团重组，子公司多玩國、Gzbrain、大百科新聞社被移交于KADOKAWA旗下，KADOKAWA成为角川多玩国唯一的子公司。2019年7月1日，角川多玩国株式会社更名为株式会社KADOKAWA，承继旧KADOKAWA的一切事业。原本作为子公司的株式会社KADOKAWA更改商号为株式会社KADOKAWA Future Publishing。

## 经营团队
经营团队中，起初KADOKAWA一方担任总裁（代表取締役社長），多玩国一方则担任董事长（代表取締役会長），后来翻转过来。目前名为“角川多玩国”的公司已不再存在，以下为2019年7月公司更名前的经营团队：

## 關係法人
- 學校法人角川KADOKAWA學園
- ボクの理想の異世界生活 ~転生したらケモ耳娘だらけの世界でハーレムに~

## 子公司
以下为2019年4月公司重组前的子公司：
- 多玩国
  - 株式会社スパイク・チュンソフト
  - 株式会社ニワンゴ
  - 株式会社MAGES.
  - 株式会社トリスタ
  - 株式会社バンタン
- KADOKAWA
  - 株式会社ビルディング・ブックセンター
  - 株式会社ブックウォーカー
  - 株式会社角川ゲームス
  - 株式会社エイティーエックス
  - 角川集团亚洲有限公司
  - 角川集团美国（香港）有限公司
  - 株式会社角川メディアハウス
  - 株式会社角川アスキー総合研究所
  - グロービジョン株式会社
  - 株式会社角川アップリンク
  - 株式会社角川ブックナビ
  - 株式会社角川大映スタジオ
  - KADOKAWA Contents Academy株式会社
  - 株式会社汐文社
  - 株式会社Walker47
  - 香港角川有限公司
  - 台湾角川股份有限公司
  - 株式会社キャラアニ
  - 株式会社エイガウォーカー
  - 株式会社K.Sense
  - 株式会社フロム・ソフトウェア

## 外部連結
- 角川多玩國 （页面存档备份，存于） （日語）（英文）
- KADOKAWA dwango 統合キャンペーン ニコニコカドカワ祭り キャンペーン公式サイト （页面存档备份，存于） （日語）